# 波尔泰
波尔泰（義大利語：Porte），是意大利都灵省的一个市镇。总面积4平方公里，人口1100人，人口密度275.0人/平方公里（2009年）。ISTAT代码为001200。